# スウェーデン王立音楽アカデミー
スウェーデン王立音楽アカデミー（スウェーデンおうりつおんがくアカデミー, スウェーデン語: Kungliga Musikaliska Akademien, 英語: Royal Swedish Academy of Music）は、スウェーデン王立アカデミーの一機関。

## 沿革・概要
1771年、国王グスタフ3世によって設立された。
スウェーデン王立音楽アカデミーは独立組織であり、音楽の芸術的、科学的、教育的、そして文化的な発展を目的とした活動を行っている。